# Dan Steele
Dan Steele, född den 20 mars 1969 i Moline, Illinois, är en amerikansk bobåkare och häcklöpare.
Han tog OS-brons i herrarnas fyrmanna i samband med de olympiska bobtävlingarna 2002 i Salt Lake City.